# عطار
فریدالدین ابوحامد محمد عطار نیشابوری مشهور به شیخ عطّار نیشابوری (۱۱۴۶ م/۵۴۰ ق – ۱۲۲۱ م/۶۱۸ ق)، عارف، صوفی و شاعر ایرانی ادبیات فارسی در پایان سدهٔ ششم و آغاز سدهٔ هفتم بود.
عطار در سال ۵۴۰ هجری قمری در نیشابور زاده شد و در ۶۱۸ هجری قمری به هنگام حملهٔ مغول به قتل رسید.

## زندگی

### زادروز و کودکی
محمدرضا شفیعی کدکنی در مقدمه‌ای که بر منطق‌الطیر نوشته‌است اشاره می‌کند که شخصیت عطار در «ابر ابهام» است و اطلاعات ما حتی دربارهٔ سنایی، که یک قرن قبل عطار می‌زیسته، بسیار بیشتر از اطلاعاتی است که از عطار در دست داریم. تنها می‌دانیم که او در نیمهٔ دوم قرن ششم و ربع اول قرن هفتم می‌زیسته‌است، زادگاه او نیشابور و نام او، آنگونه که عطار گاهی در اشعارش به هم‌نامی خود با پیامبر اسلام اشاره می‌کند، محمد بوده‌است.
عوفی در لب‌الالباب خود از او با عنوان «الأجل فریدالدین افتخار الافاضل ابوحامدِ ابوبکر العطار النیشابوری سالک جادهٔ حقیقت و ساکن سجادهٔ طریقت» یاد می‌کند. نام او «محمّد»، لقبش «فریدالدّین» و کنیه‌اش «ابوحامد» بود و در شعرهایش بیشتر عطّار و گاهی نیز فرید تخلص کرده‌است. بنا به روایت قدیمی‌ترین کاتب دیوان اشعارش نام پدر عطّار٬ محمود و بنا به روایتی دیگری از تذکره نویسان قدیم ابراهیم بن اسحاق بود؛ نام یوسف نیز برای پدر عطار ذکر شده‌است. در کدکن زیارتگاهی است به نام «پیرِ زِرًوَند» که مورد احترام اهالی است و اهالی بر این باورند که این مزارِ «شیخ ابراهیم» پدر عطار است.
با این که در نیشابوری بودن او هیچ شکی نیست اما انتساب او به کدکن که از قرای قدیم نیشابور بوده در هاله‌ای از ابهام است و این انتساب احتمالا از جانب حیدریان زاوه بوده است که به دنبال پشتوانه‌ای برای مکتب خود می‌گشته‌اند و می‌خواسته‌اند عطار را از پیروان قطب‌الدین حیدر نشان دهند.
کودکی عطار با طغیان غزها همراه شد؛ زمان فاجعهٔ غز، عطار ۶ یا ۷ سال بیشتر نداشت. این فاجعه چنان عظیم و موحش بود که نمی‌توانست در ذهن کودک خردسال تأثیر دردانگیز خود را نگذارد. سلطان به دست غزها اسیر شده بود و شهر در معرض خرابی و ویرانی قرار گرفته بود. عطارِ خردسال شکنجه‌ها، تجاوزها، خرابی‌ها، مرگ و درد و وحشت را اطراف خود می‌دید؛ و همین عامل بعدها موجب مرگ‌اندیشی و درداندیشی بسیار در عطار شد. چند سال بعد، پس از فروکش فتنهٔ غز، عطار در مکتب مشغول آموختن شد. در ایام مکتب، حکایاتی از زندگی بزرگانی چون عباس طوسی، مظفر عبادی، رکن‌الدین اکاف و محمد بن یحیی، او را به خود جذب می‌کرد. این حکایات علاوه بر اینکه مشوق عطار در طریقت بودند بعدها در تذکرةالاولیا گرد آمدند.

### حرفه
او داروسازی و داروشناسی را از پدرش آموخت و در عرفان مرید سلسلهٔ خاصی از مشایخ تصوف نبود و به کار عطّاری و درمان بیماران می‌پرداخت. وی علاقه‌ای به مدرسه و خانقاه نشان نمی‌داد و دوست داشت راه عرفان را از داروخانه پیدا کند علاوه بر این شغل عطاری خود عامل بی‌نیازی و بی‌رغبتی عطار به مدح‌گویی برای پادشاهان شد.
زندگی او به تنظیم اشعار بسیار گذشت از جمله چهار منظومه از وی علاوه بر دیوان اشعار و مجموعه رباعیاتش، مختارنامه. آوازهٔ شعر او در روزگار حیاتش از نیشابور و خراسان گذشته و به نواحی غربی ایران رسیده بوده‌است. اسنادی نیز در دست است که نشان می‌دهد حلقهٔ درس‌های عرفانی عطار در نیشابور بسیار گرم و پرشور بوده‌است و بسیاری از بزرگان عصر در آن‌ها حاضر می‌شده‌اند.
در دوران معاصر، شیعیان با استناد به برخی شعرهایش بر این باورند که وی دوست‌دار اهل بیت بوده‌است. باستانی پاریزی وی را ازتناسخیون می‌داند.

### درگذشت

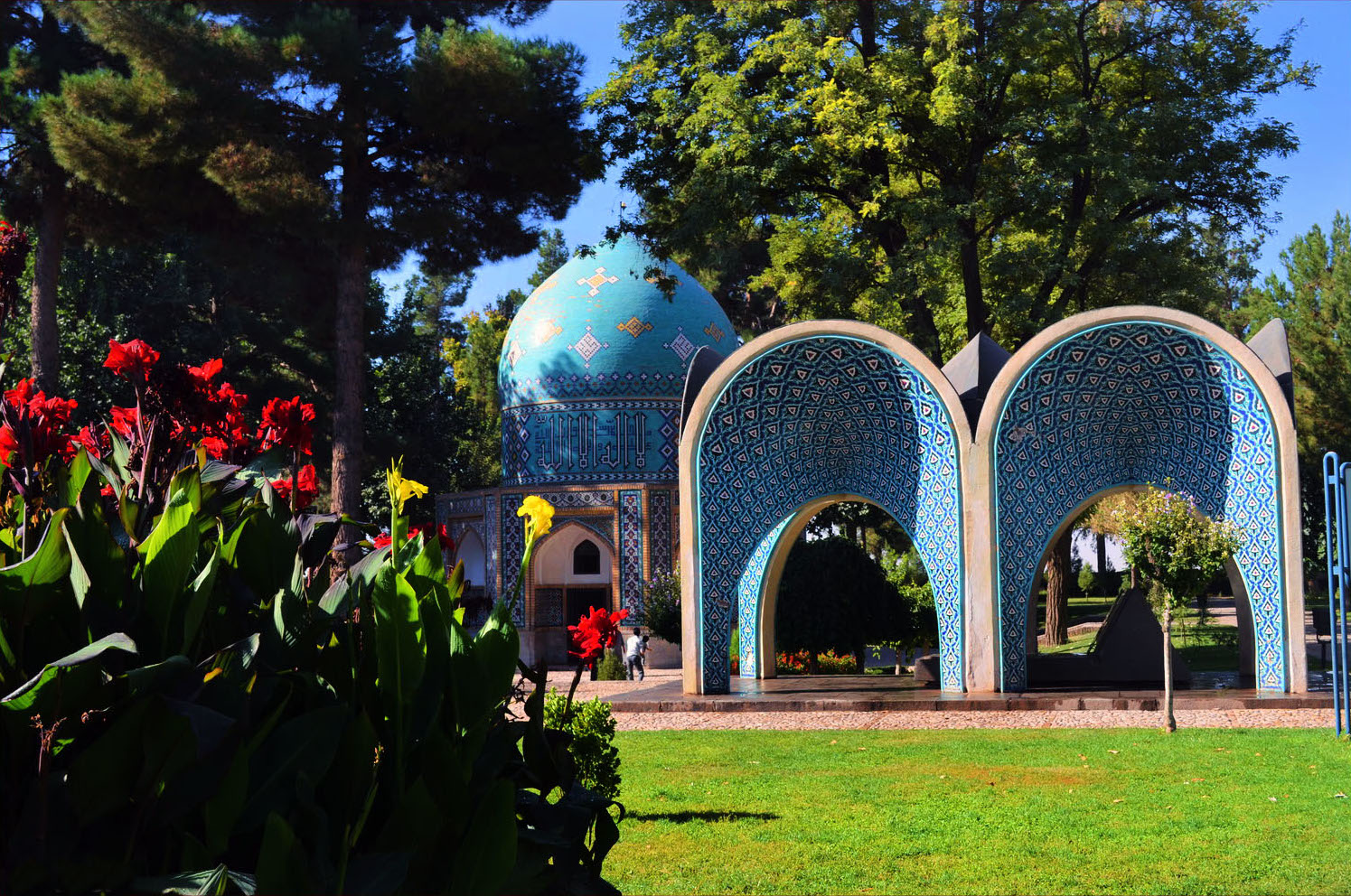
آرامگاه فریدالدین عطار نیشابوری در محله باستانی شادیاخ نیشابور

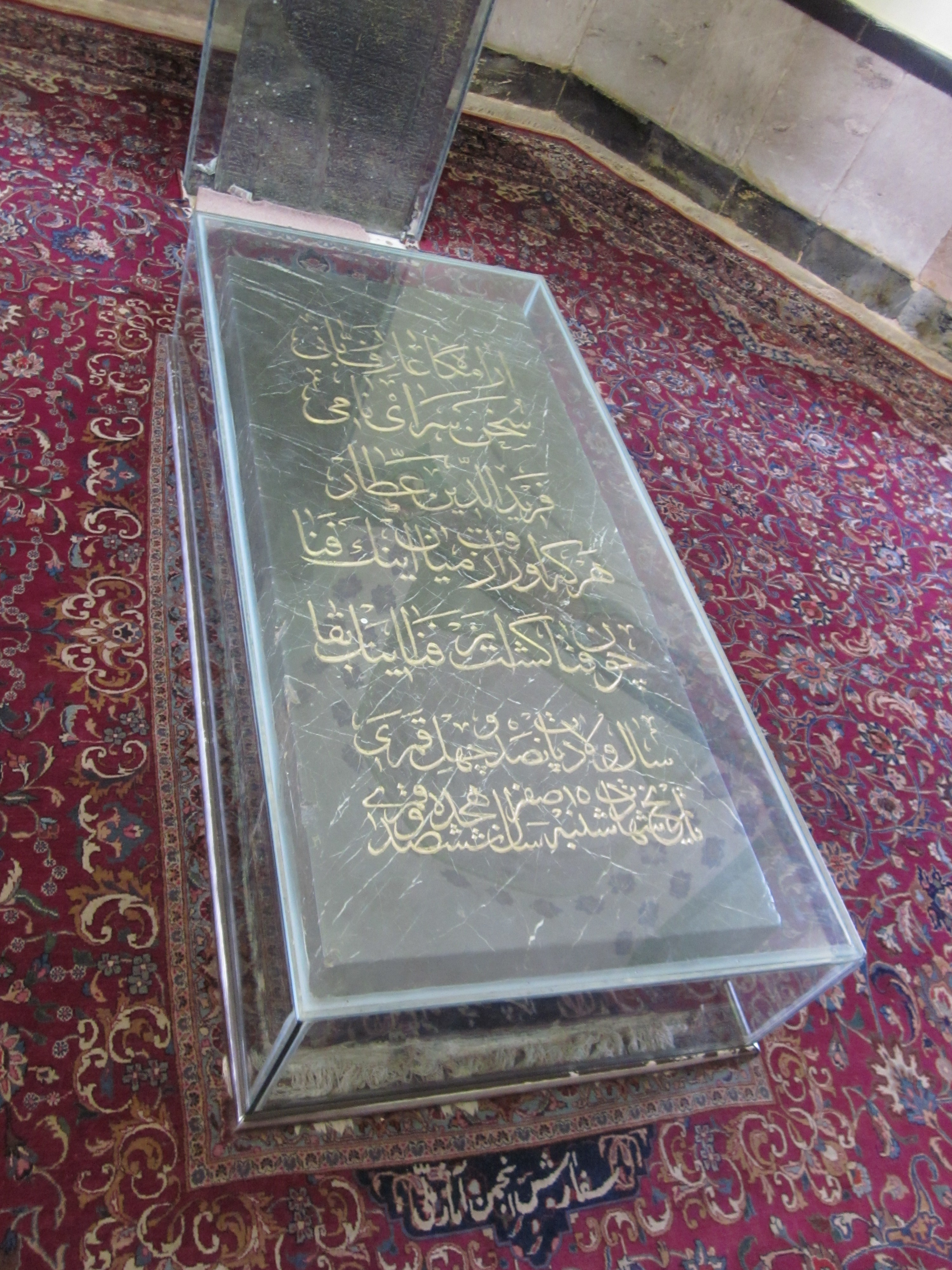
سنگ قبر عطار نیشابوری

دربارهٔ پشت پا زدن عطّار به اموال دنیوی و راه زهد، گوشه‌گیری و تقوا را پیش گرفتن وی داستان‌های زیادی گفته شده‌است. مشهورترین این داستان‌ها، داستانی است که جامی نقل می‌کند: عطار در محل کسب خود مشغول به کار بود که درویشی از آنجا گذر کرد. درویش درخواست خود را با عطار در میان گذاشت، اما عطار همچنان به کار خود می‌پرداخت و درویش را نادیده گرفت. دل درویش از این رویداد چرکین شد و به عطار گفت: تو که تا این حد به زندگی دنیوی وابسته‌ای، چگونه می‌خواهی روزی جان بدهی؟ عطار به درویش گفت: مگر تو چگونه جان خواهی داد؟ درویش در همان حال کاسه چوبین خود را زیر سر نهاد و جان به جان‌آفرین تسلیم کرد. این رویداد اثری ژرف بر او نهاد که عطار دگرگون شد، کار خود را رها کرد و راه حق را پیش گرفت؛ که البته این روایت، به‌هیچ‌وجه پذیرفتنی نیست زیرا که زهد عطار از همان ابتدای کودکی نمایان بوده‌است.
مرگ عطار در سال ۶۱۸ هجری قمری به هنگام حملهٔ مغول بود؛ وی در نزدیکی دروازه شهر به دست سربازان مغول کشته شد. علاوه بر این تمام آثار وی سوزانده شد و آثاری که از وی در دست است تنها آثاری است که قبل از حملهٔ مغول، به سایر شهرها برده شده بودند.

## میراث
درحالی که بسیاری از پژوهشگران بر این عقیده‌اند که عطار مرید شخص خاصی نبوده‌است برخی نیز بر خلاف این معتقدند؛ برای مثال در کتاب مجمع الفصاء تألیف رضاقلی خان هدایت آمده‌است: «شیخ الاصفیا شیخ فریدالدّین محمّد و ابوطالب کنیت آن جناب بود و جناب شیخ مجدالدّین بغدادی که از خلفای شیخ نجم‌الدّین کبری است وی را تربیت فرمود. جناب شیخ از اکابر این طبقه است و در عُلو حالِ وی کس را مجال سخن نیست. هفت شهر عشق عطّار که در عرفان معروف است از وی چنین نقل شده‌است:
نخستین «جستجو و طلب» است، باید در راه مقصود کوشید-دوم مقام «عشق» است که بی‌درنگ باید به راه وصال گام نهاد. سوم «معرفت» است که هر کس به قدر شایستگی خود راهی برمی‌گزیند. چهارم «استغنا» است که مرد عارف باید از جهان و جهانیان بی‌نیاز باشد. پنجم مقام «توحید» است که همه چیز در وحدت خدا مشاهده می‌شود. ششم مقام «حیرت» است که انسان در می‌یابد که دانسته‌های او بسیار اندک و محدود است. هفتم مقام «فنا» است که تمام شهوات و خودپرستی‌های آدمی از او زایل می‌شود و می‌رود تا به حق واصل شود و در واقع از این فنا به بقا می‌رسد.
منسوب به مولوی:
| هفت شهر عشق را عطّار گشت |  | ما هنوز اندر خم یک کوچه‌ایم |

محمود شبستری به تقریبی در گلشن راز:
| مرا از عاشقی خود عار ناید |  | که در صد قرن چون عطّار ناید |

و تا نپنداری که این دو بزرگ نه سخنی بی تحقیق گفته‌اند. زیرا که شیخ فریدالدین محمّد به ابتدا مانند آبای معظم خود صاحب ثروت و مِکنت و جامع فضائل و حاوی خصائل و در حکمت الهی و طبیعی بی‌نظیر و همتا و عطّارخانه‌های نیشابور همگی متعلّق به جناب شیخ بوده و خود در دواخانهٔ خاصه همه روزه بیماران را معالجه می‌فرموده و اغلب را دوا از دواخانهٔ خود می‌داده و استاد شیخ در این علم و عمل شیخ مجدالدّین بغدادی حکیم خاصهٔ خوارزم شاه قطب‌الدین محمّد بوده و بعد از فراغت از معالجات شیخ به نظم مثنویات می‌پرداخته… .»
در منابع دیگر؛ نظیر: مرصاد العباد اثر نجم‌الدّین رازی و نفحات‌الأُنس اثر عبدالرحمان جامی نیز نسبت تربیت معنوی عطار به شیخ مجدالدین بغدادی رسانده شده‌است. «تا جایی که عرفای بزرگی از جمله رضی الدین علی لالای غزنوی (متوفی ۶۴۲ یا ۶۴۳) و نجم رازی (متوفی ۶۴۵) و شیخ فریدالدین عطار نیشابوری، از مریدان و تربیت یافتگان او شیخ مجدالدین بغدادی بودند.»
در برخی منابع دیگر نجم‌الدین کبری مشهور به شیخ ولی‌تراش را مربی و مرشد معنوی فریدالدین عطار نیشابوری خوانده‌اند.

## عطار در سخن دیگران
عطار همواره مورد احترام شاعران دیگر بوده از جمله محمود شبستری که بیت زیر را سروده‌است:
| مرا از شاعری خود عار ناید   |  | که تا صد قرن چون عطار ناید |
| اگرچه زین نمط صد عالم اسرار |  | بود یک شمه از دکان عطار    |

صائب
| خواهد رسید رتبه صائب به مولوی |  | گر مولوی به رتبه عطار می‌رسد |

سیف:
| سیفم که بریدم زهمه نسبت خود لیک |  | در گفتن طامات چو عطار فریدم |

فیض کاشانی:
| هرکسی در پرده اشعار می‌گوید سخن |  | گاه مولانا و گه عطار و گاهی مغربی |

این شعر مولانا نیز در وصف عطار و سنایی است:
| عطار روح بود و سنایی دو چشم او |  | ما از پی سنایی و عطار آمدیم |

بیت «هفت شهر عشق را عطار گشت/ ما هنوز اندر خم یک کوچه‌ایم» نیز از جمله ابیاتی است که به مولانا منسوب شده اما در انتساب آن تردید است؛ و علامه حسن‌زاده آملی در کتاب نامه‌ها بر نامه‌ها آن را به «عارف جامی» نسبت داده‌اند.

## یادبود و بزرگداشت

### روز ملی عطار
روز ۲۵ فروردین در تقویم ایران روز ملی عطار است که هرساله در نیشابور، آرامگاه وی همراه برنامه‌های عطارشناسی برگزار می‌شود؛ گلباران آرامگاه عطار، ارائه پژوهش‌هایی در مورد این شاعر، نمایشگاه کتاب و خوشنویسی و شب شعر از جمله برنامه‌هایی است که در این روز برگزار می‌شود.